# Shanāqī-ye Soflá
Shanāqī-ye Soflá (persiska: Shanāqī-ye Pā’īn, شناقی سفلی) är en ort i Iran.   Den ligger i provinsen Nordkhorasan, i den nordöstra delen av landet, 600 km öster om huvudstaden Teheran. Shanāqī-ye Soflá ligger 1 345 meter över havet och antalet invånare är 462.
Terrängen runt Shanāqī-ye Soflá är kuperad. Runt Shanāqī-ye Soflá är det ganska glesbefolkat, med 38 invånare per kvadratkilometer. Närmaste större samhälle är Sevaldī, 19,3 km sydost om Shanāqī-ye Soflá. Trakten runt Shanāqī-ye Soflá består i huvudsak av gräsmarker.